# Narathura delta

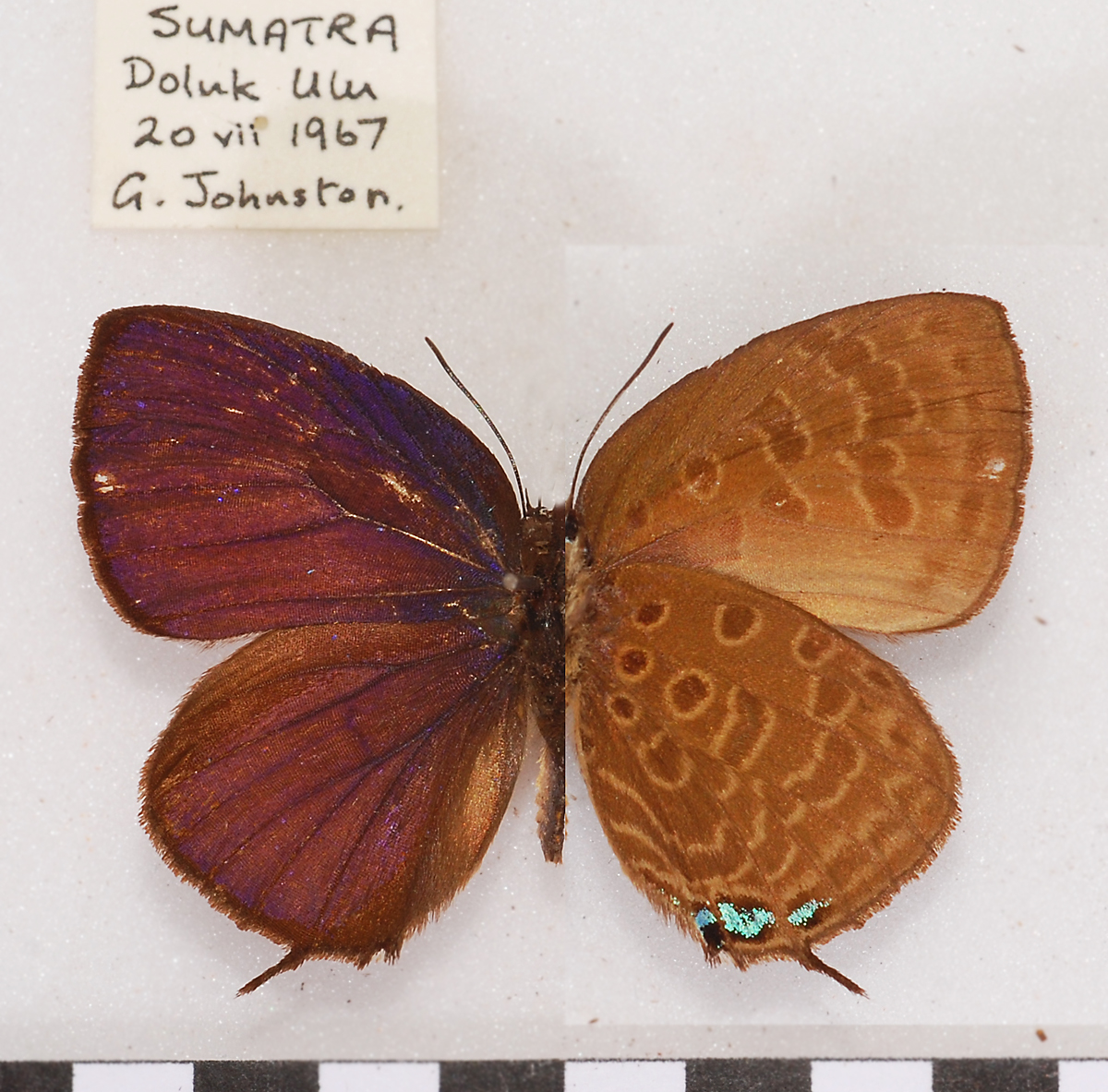
Hane

Narathura delta är en fjärilsart som beskrevs av Evans 1957. Narathura delta ingår i släktet Narathura och familjen juvelvingar. Inga underarter finns listade i Catalogue of Life.